# Cdv Software Entertainment
cdv Software Entertainment AG – niemiecki wydawca gier komputerowych, specjalizujący się w strategicznych tytułach na platformę PC. Firma została stworzona w Bruchsal w Niemczech przez Wolfganga Gäblera i Christinę Oppermann.
Najważniejsze tytuły wydane przez cdv to: Kozacy: Europejskie boje, Kozacy 2: Wojny Napoleońskie, American Conquest, Sudden Strike, Blitzkrieg, Codename: Panzers – Faza pierwsza i Fraza druga, Darkstar One, War Front: Turning Point. Ponadto wydało też darmową platformówkę Santa Claus In Trouble.